# Microrégion d'Aimorés
La microrégion d'Aimorés est l'une des sept microrégions qui subdivisent la vallée du Rio Doce, dans l'État du Minas Gerais au Brésil.
Elle comporte 13 municipalités qui regroupaient 152 102 habitants en 2010 pour une superficie totale de 8 329 km2.

## Municipalités[1]
- Aimorés
- Alvarenga
- Conceição de Ipanema
- Conselheiro Pena
- Cuparaque
- Goiabeira
- Ipanema
- Itueta
- Mutum
- Pocrane
- Resplendor
- Santa Rita do Itueto
- Taparuba